# Trần Thực
Trần Thực hay Trần Thật (chữ Hán: 陈寔, 104 – 186), tên tự là Trọng Cung, người huyện Hứa, quận Dĩnh Xuyên , là danh sĩ cuối đời Đông Hán trong lịch sử Trung Quốc.

## Cuộc đời
Thực xuất thân thấp kém; từ nhỏ, ngay cả trong lúc vui chơi, ông cũng được mọi người ủng hộ. Thiếu thời Thực làm Lại của huyện, từng một dạo quản lý nô bộc, sau làm đến Đô đình  tá. Thực có chí, lại hiếu học, đứng hay ngồi đều đọc sách không nghỉ. Huyện lệnh Đặng Thiệu Thí nói chuyện với Thực, lấy làm lạ, bèn cho phép ông gia nhập Thái học. Sau đó Thực nhận lệnh trở lại làm Lại, bèn lánh ẩn trong vùng núi Dương Thành. Khi ấy có kẻ giết người, người cùng huyện là Dương Lại nghi ngờ Thực, nên huyện bắt giữ ông, nhưng tra xét không đúng sự thật, nên được trở ra. Đến khi Thực được làm Đốc bưu, bèn ngầm bày với viên Lệnh của huyện Hứa, dùng lễ triệu Dương Lại; xa gần nghe được, đều thán phục ông.
Thực vì hoàn cảnh nghèo khó, phải trở lại làm Tây Môn đình trưởng của quận, sau đó chuyển làm Công tào. Khi ấy Trung thường thị Hầu Lãm gởi gắm với thái thú Cao Luân, khiến Luân cho người của ông ta nhận chức Văn học duyện; Thực biết kẻ ấy không xứng chức, mà Luân không thể trái ý Lãm, nên gởi thư cho Luân, đề nghị lấy danh nghĩa của chính mình tiến cử kẻ ấy, tránh tổn hại uy tín của Luân, Luân nghe theo. Vì thế người trong quận lấy làm lạ về việc Thực tiến cử nhầm người, nhưng Thực rốt cục không nói ra. Về sau Luân được chinh làm thượng thư, sĩ đại phu trong quận đưa tiễn ở truyền xá (tương tự công quán), Luân mới tiết lộ sự tình, ai nghe đều than thở, do vậy mọi người khâm phục đức hạnh của Thực.
Tư không Hoàng Quỳnh chọn lựa nhân tài trị lý, bổ Thực làm Văn Hỷ (huyện) trưởng, nhưng chưa đến một tháng, ông phải rời chức chịu tang. Sau khi Thực trở lại thì được thăng làm Thái Khâu trưởng. Thực chủ trưởng giáo hóa đức nghĩa, cai trị thanh tĩnh, trăm họ nhờ vậy được an cư lạc nghiệp. Dân chúng huyện láng giềng kéo sang nương nhờ, Thực liền dạy dỗ giải thích, khiến họ quay về. Có người đến kiện cáo, đòi giam cầm người ta. Thực nói: "Tố tụng là để tìm công bằng, đạo lý nào lại giam cầm người ta như vậy? Chớ yêu cầu bắt giữ người ta." Thượng cấp nghe được thì than rằng: "Trần quân nói như vậy, há còn có kẻ oán ghét người ta ư?" Vì thế kẻ ấy cũng không kiện cáo nữa. Sau đó Thực cho rằng nước Bái thu thuế trái phép (huyện Thái Khâu thuộc nước Bái), bèn cởi ấn thụ mà đi, quan dân đều thương nhớ ông.
Vạ đảng cố lần thứ nhất nổ ra (166), Thực bị liên đới. Phần nhiều những người gặp cảnh ngộ này thì bỏ trốn, Thực nói: "Tôi không vào ngục, người ta biết cậy vào ai!?" Bèn xin chịu tù giam, sau đó nhờ đại xá mà được trở ra.
Đầu thời Hán Linh đế (168), Đại tướng quân Đậu Vũ vời Thực làm Duyện thuộc. Bấy giờ Trung thường thị Trương Nhượng quyền khuynh thiên hạ, vào lúc Nhượng tổ chức tang lễ của cha ở quê nhà (Nhượng cũng là người quận Dĩnh Xuyên như bọn danh sĩ Lý Ưng, Tuân Thục,... và Thực), dẫu cả quận đến viếng, lại chẳng có danh sĩ nào, Nhượng rất lấy làm sỉ nhục, riêng Thực một mình đến viếng. Trong năm ấy, vạ đảng cố lần thứ 2 nổ ra, bọn hoạn quan sát hại giới sĩ phu, Nhượng nhớ ơn cũ, nên nhiều lần bảo vệ Thực.
Thực ở quê nhà, giữ thái độ công chánh mà làm người. Hễ có tranh tụng, người ta liền cầu Thực phân xử, đều được ông làm sáng tỏ là cong hay thẳng, khiến họ quay về không thể oán thán. Đến nỗi có kẻ than rằng: "Thà chịu hình phạt, còn hơn bị Trần quân chỉ ra lỗi lầm."
Dương Tứ (杨赐, cha của Dương Bưu) làm đến Thái úy, Trần Đam (陈耽) làm đến Tư đồ, mỗi lần thăng tiến, được đồng liêu chúc mừng, thường than rằng Thực chưa có địa vị xứng đáng, lấy làm thẹn vì ở trước ông. Đến khi vạ đảng cố mới giải trừ, Đại tướng quân Hà Tiến, Tư đồ Viên Ngỗi sai người khuyên Thực, muốn đặc cách cho ông vị trí cao. Thực bèn cảm tạ sứ giả rằng: "Thực đã lâu không nghĩa đến việc đời, chỉnh sửa khăn áo để đợi chết mà thôi." Bấy giờ vị trí tam công mỗi khi thiếu người, mọi người lại nhắc đến Thực; ông nhiều lần được chinh triệu, nhưng không nhận lời, đóng cửa treo xe, không rời nhà.
Năm Trung Bình thứ 4 (187), Thực mất tại nhà, hưởng thọ 84 tuổi. Hà Tiến sai sứ đến viếng, người trong nước tìm đến hơn 3 vạn, kẻ mặc tang phục có đến vài trăm, cùng nhau xẻ đá lập bia, đặt thụy là Văn Phạm tiên sanh.

## Gia đình
Thực có hai người vợ mất sớm là Chung thị và Lý thị, vợ kế Tuân thị sanh ra sáu con trai: Kỷ, Chánh, Hiệp, Kham, Tín, Quang, trong đó Kỷ, Kham là nổi tiếng nhất. Kỷ tự Nguyên Phương, đức hạnh không kém cha mình, sử cũ chép phụ vào truyện của Thực. Kham tự Quý Phương, cũng nhờ đức hạnh mà có danh vọng không kém cha và anh, được tể tướng nhiều lần dùng lễ nghi công khanh để vời gọi, đáng tiếc lại mất sớm. Tiên hiền hành trạng (先贤行状) cho biết người đương thời gọi cha con Thực là tam quân, các thành trong quận đều vẽ tranh làm gương.
Thực được xem là thủy tổ của sĩ tộc họ Trần ở quận Dĩnh Xuyên. Đến đời Nam Bắc triều, Trần Bá Tiên kiến lập nhà Trần, nhận Thực là tiên tổ; năm Thiên Gia thứ 5 (564), Trần Văn đế truy phong Thực làm Khang Nhạc hầu; năm Thái Kiến đầu tiên (569), Trần Tuyên đế gia phong Dĩnh Xuyên hầu.

## Điển cố liên quan
- Điển cố: 梁上君子/lương thượng quân tử (tạm dịch: quân tử trên xà nhà), 陈寔遗盗/Trần Thực di đạo (tạm dịch: Trần Thực bố thí kẻ trộm)
- Ý nghĩa: lương thượng quân tử chỉ phường trộm cắp, Trần Thực di đạo chỉ việc thiện việc nghĩa
- Nguồn gốc: Năm ấy mất mùa, dân chúng đói kém, có kẻ trộm trong đếm lẻn vào nhà Thực, ngồi ở trên xà. Thực biết mà không nói ra, bèn ngồi dậy mà chỉnh áo quần ngay ngắn, gọi con cháu đến, nghiêm mặt dạy rằng: "Người ta không thể không tự cố gắng. Người không tốt chưa hẳn bản chất là xấu, quen thói thành tính, mới ra như vậy. Kẻ quân tử trên xà cũng là như thế ấy!" Kẻ trộm cả sợ, tự nhảy xuống đất, dập đầu nhận tội. Thực từ tốn khuyên hắn rằng: "Xem hình dáng của anh, không phải kẻ xấu, nên nghiêm khắc phản tỉnh. Còn việc này là do nghèo khốn." Thực lệnh người nhà đem cho hắn ta 2 xúc lụa. Từ ấy cả huyện không còn trộm cắp.

## Giai thoại

### Gia đình danh sĩ
Bấy giờ Thực với Tuân Thục là danh sĩ bậc nhất ở quận Dĩnh Xuyên, đều nhờ đạo đức, học vấn và tài năng mà có được danh vọng. Thực xuất thân thấp kém, làm quan thanh liêm, nên gia cảnh bần hàn, còn Thục là cháu 11 đời của Tuân tử, tuy được phong Lãng Lăng hầu nhưng cảnh ngộ cũng chẳng khá hơn. Thực đến thăm Thục, vì tiết kiệm nên không có nô bộc trong nhà, bèn sai Kỷ đẩy xe, Trạm giữ gậy và túi, riêng con trai của Kỷ là Trần Quần còn bé, được ngồi cùng xe với ông nội. Thục có tám con trai đều là danh sĩ, đương thời gọi là bát long, sai Tuân Tĩnh mở cửa, Tuân Sảng hầu rượu, 6 người còn lại nấu ăn, phục dịch, riêng con trai của Sảng là Tuân Úc cũng còn bé, được ngồi trên đùi của ông nội. Đương thời ca ngợi quận Dĩnh Xuyên lắm nhân tài, mà hai nhà Trần – Tuân là nhiều nhất.

### Bất hiếu ngang với bất trung
Thực làm Thái Khâu trưởng, có viên Lại nói dối mẹ bệnh để xin nghỉ, việc bị phát hiện; ông lệnh cho giết chết hắn ta. Chủ bộ xin khảo xét gian trá trong những lời cầu xin, Thực nói: "Khi quân là bất trung, trù ếm mẹ bệnh là bất hiếu; bất trung với bất hiếu, tội nào chẳng lớn. Khảo xét gian trá, không gì qua khỏi hai tội này." 

### Dạy người quan trọng hơn giết người
Thực làm Thái Khâu trưởng, ở huyện bắt được kẻ giết người cướp của. Thực chưa đến hiện trường, giữa đường nghe được trong dân có kẻ sinh con mà không nuôi dạy, bèn quay xe về để xử lý. Chủ bộ nói: "Tên giặc quan trọng hơn, nên xét trước vụ án bỏ con." Thực hỏi lại: "Cướp của giết người, sao bằng mẹ bỏ rơi con?" 